# Bake (Seezeichen)

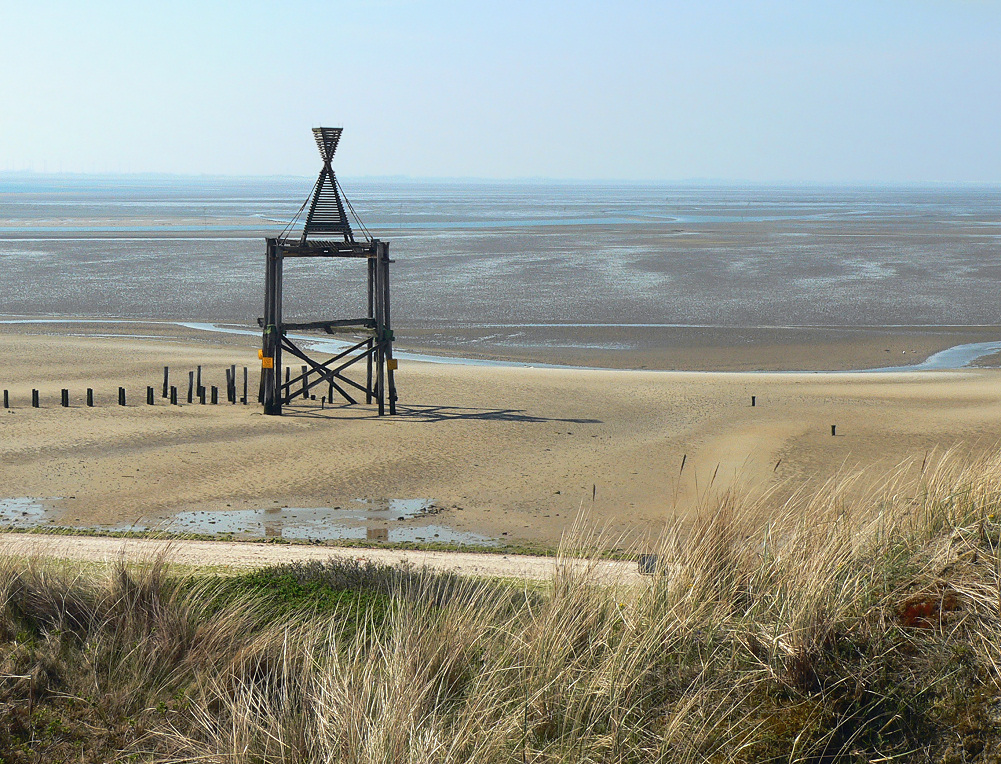
Ostbake Wangerooge

Als Bake (auch Baake) oder Kap (auch Kaap) bezeichnet man heute im Seezeichenwesen ein festes Seezeichen, das unbefeuert ist oder nach seiner Bauart oder Größe nicht die Kriterien eines Leuchtturms erfüllt. Meist werden Baken zur räumlichen Orientierung von Verkehrsteilnehmern eingesetzt.
Die Bakentonne hingegen ist ein schwimmendes Seezeichen.

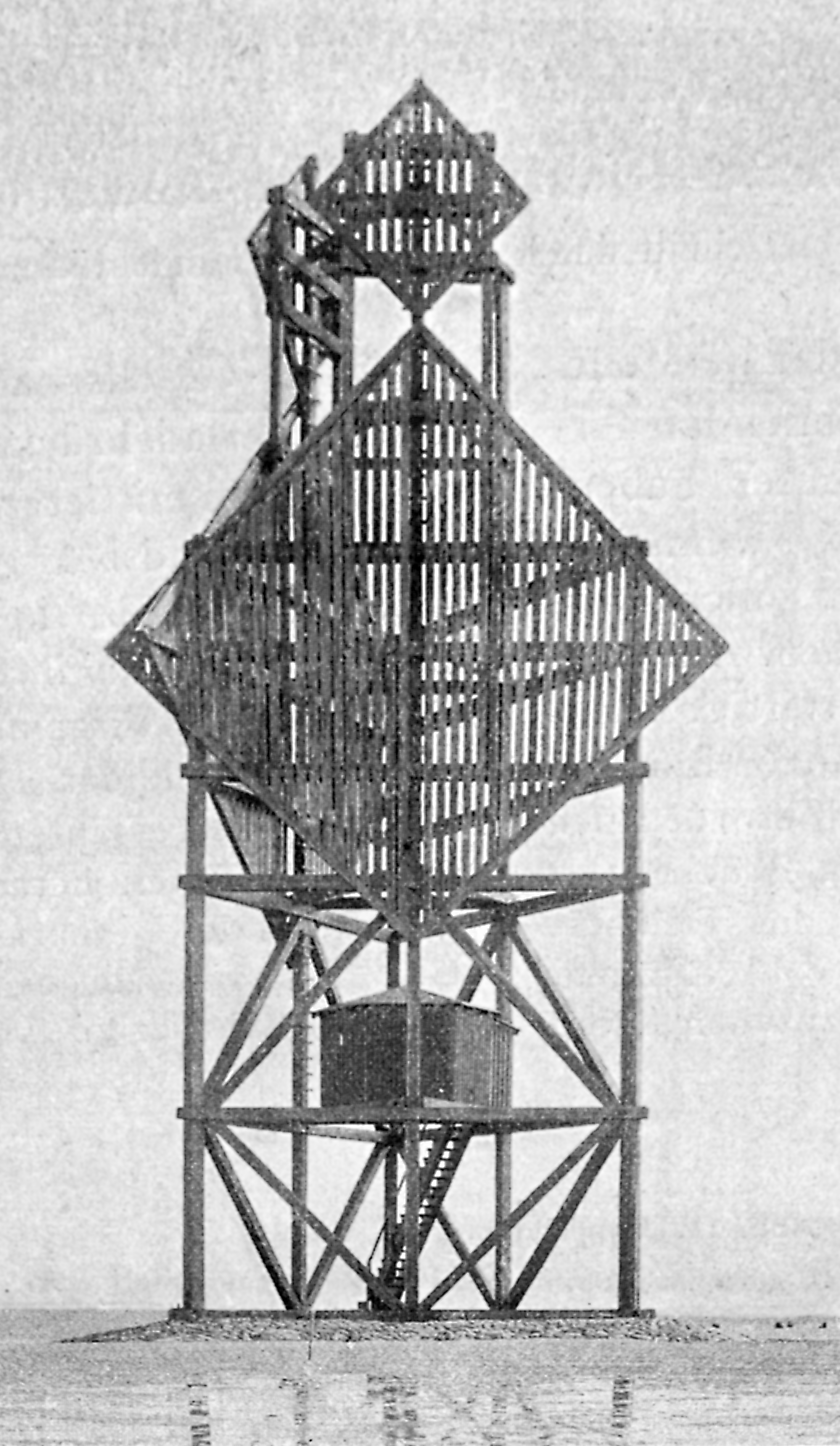
Scharhörnbake 1898

Die 1661 erstmals errichtete Scharhörnbake war von 1898 bis zum 23. Dezember 1914 mit 29,10 m die höchste Bake der Nordseeküste.

## Geschichte
Das Wort Bake stammt aus dem Niederdeutschen. Im Mittelalter verstand man unter dem Begriff Bake so viel wie Zeichen (zur Orientierung). So wurden damals auch die ersten ausgelegten schwimmenden Tonnen als Baken bezeichnet.

## Heutige Situation

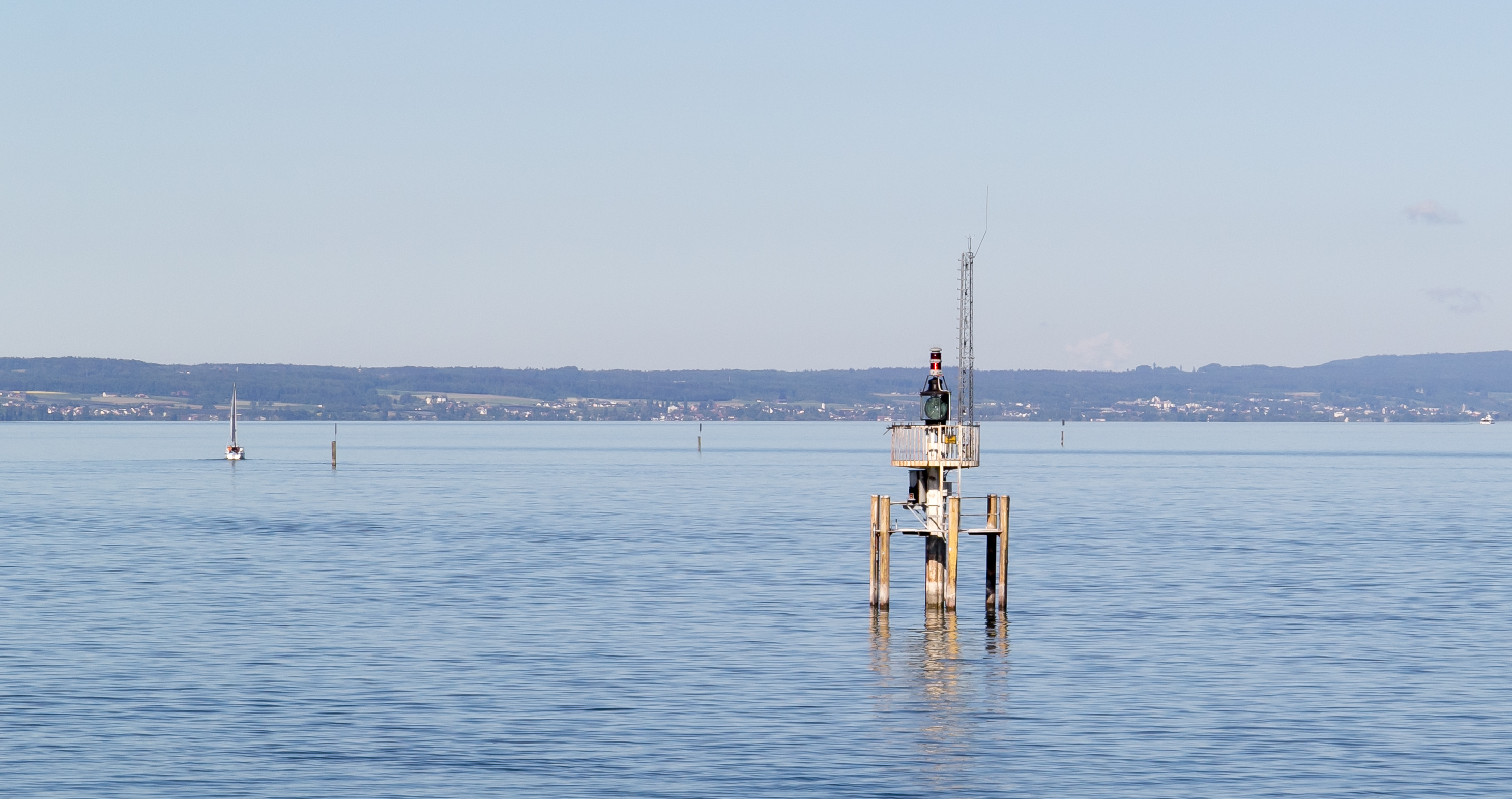
Beispiel für eine Bake zur Fahrwasserkennzeichnung am Bodensee (Friedrichshafen).

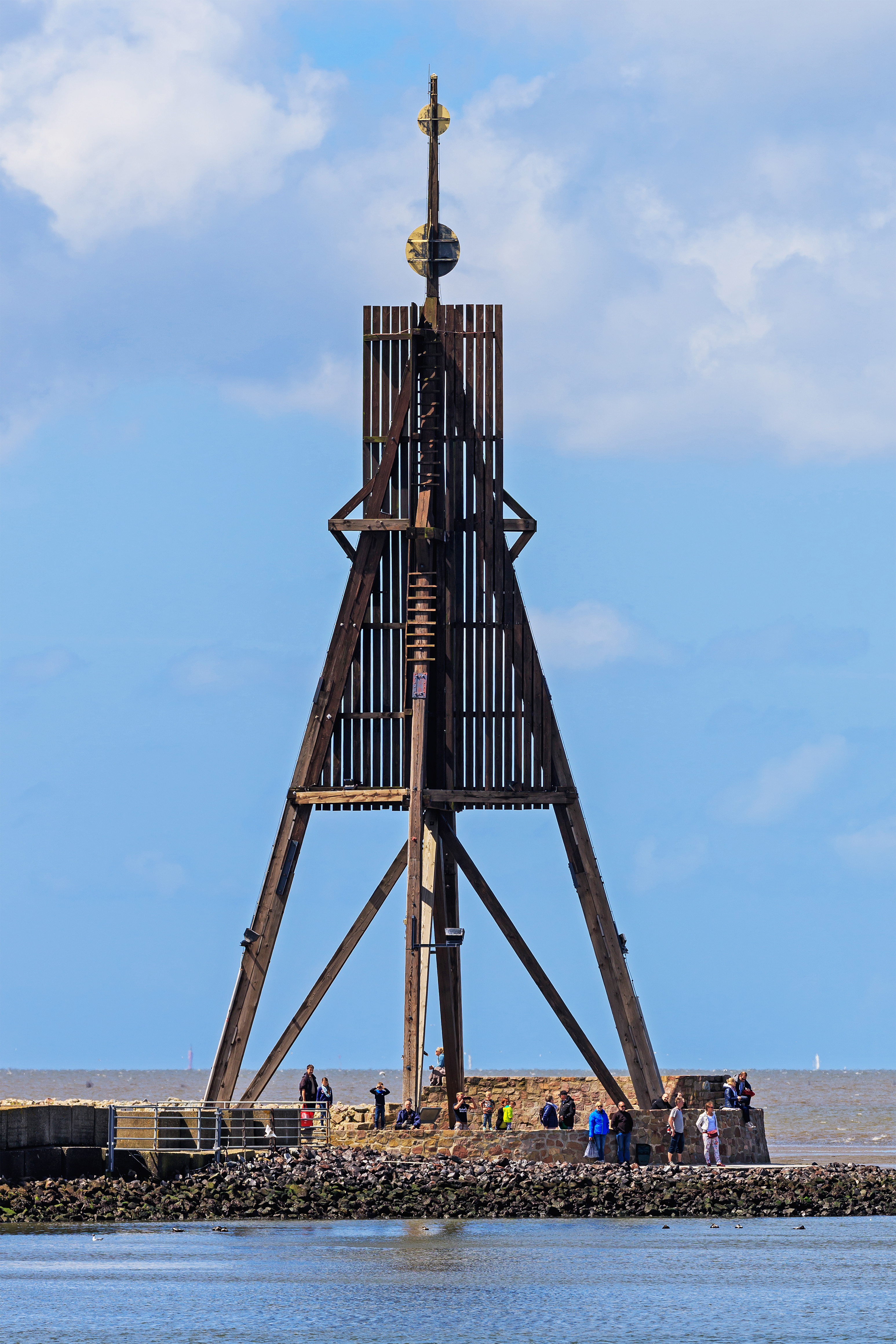
Kugelbake als Wahrzeichen von Cuxhaven

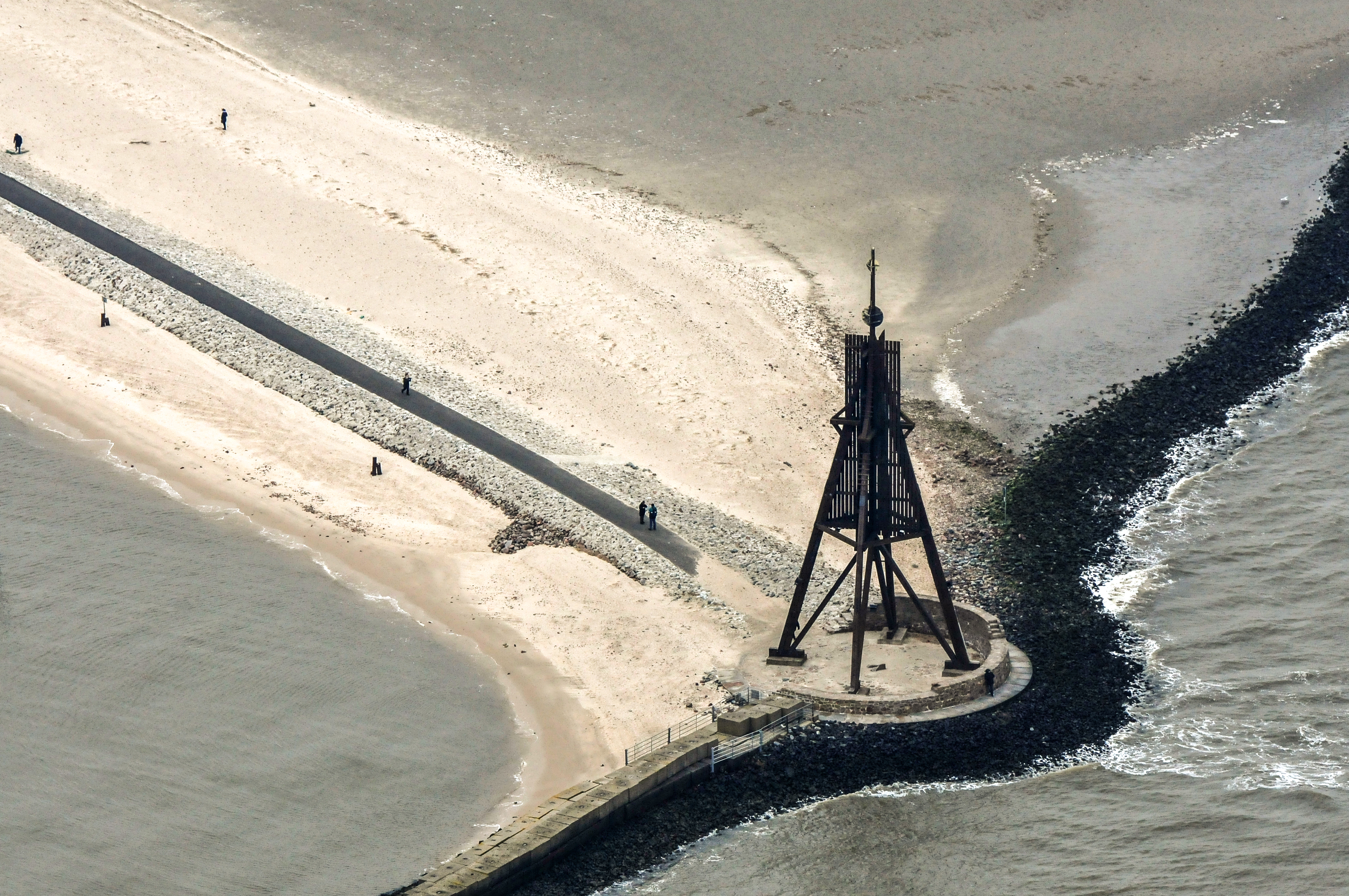
Die Kugelbake trennt Elbe und Nordsee

Die Bake gehört zu den in der Schifffahrt verwendeten Seezeichen. Oft dient sie der Markierung von Fahrwassern. Baken werden in Ufernähe aufgestellt und sind Konstruktionen aus Holz, Stahl oder auch Stein. Oft gibt man ihnen eine auffällige Form (ähnlich einer Pyramide oder einem Turm) und typische Farben sowie ein entsprechendes Toppzeichen an der Spitze.

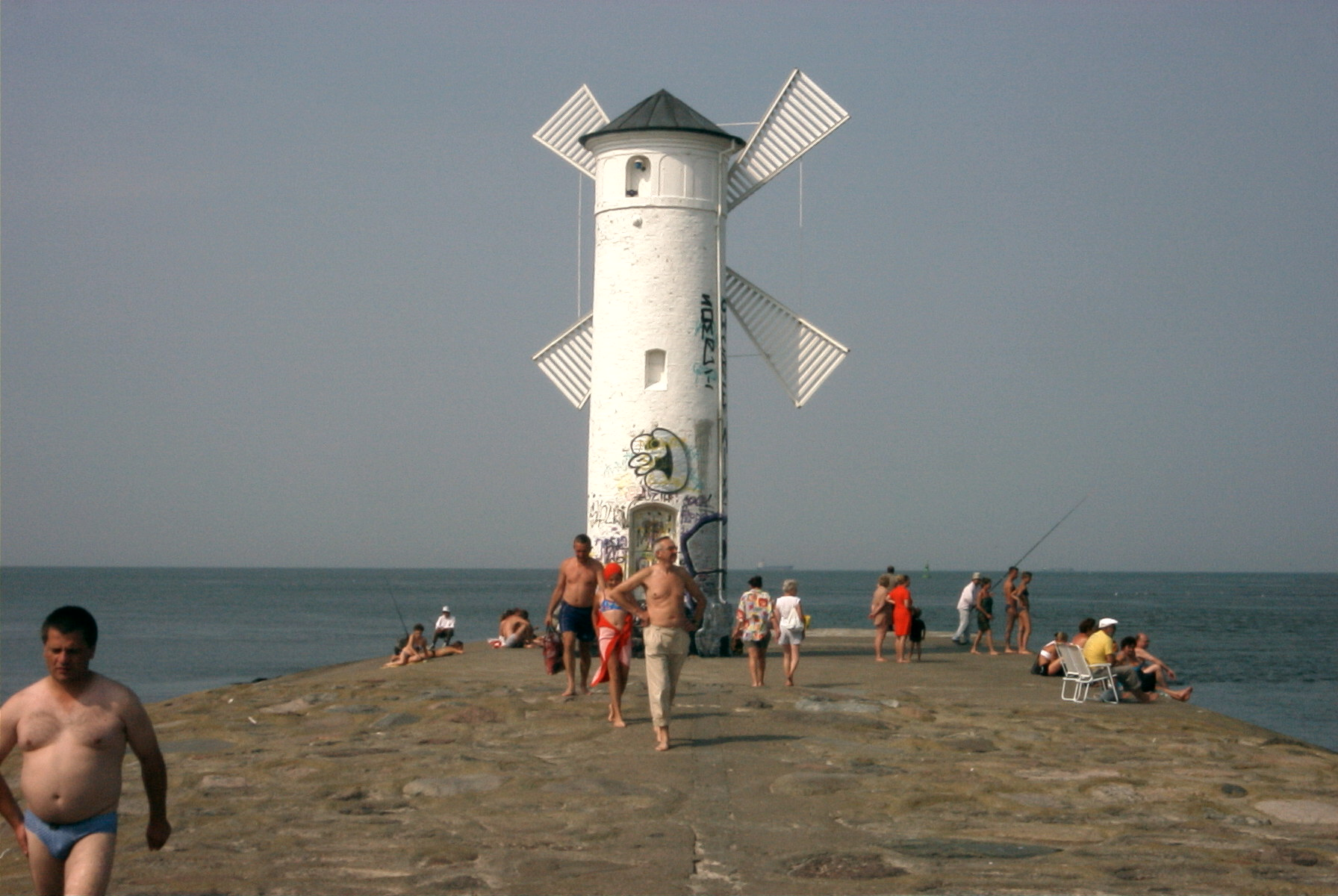
Mühlenbake von Swinemünde erbaut 1874

Ein Beispiel ist die Mühlenbake: Wahrzeichen Swinemündes auf der 1818 bis 1823 erbauten Westmole. Das Seezeichen wurde 1874 erbaut, die Flügel drehten sich anfänglich noch, sie erzeugten damit das blinkende Leuchtfeuer.
Des Weiteren dienen Stangen und Pricken als feste Seezeichen und gehören zu den Baken wie auch Marken für die Deckpeilung. Demgegenüber sind die schwimmenden Seezeichen für die direkte Markierung der Fahrwasser gedacht. Es sind vor allem Tonnen und gelegentlich noch Feuerschiffe.

## Sonderformen
Darüber hinaus gibt es sogenannte Notfunkbaken, deren Unterwasser-Peilsender beim Eintauchen ins Wasser mit einer einzigen Batterieladung ein hochfrequentes Ortungssignal (25 – 50 kHz) von über 160 dB über einen Zeitraum von mehr als neunzig Tagen abgeben können. Mit der Ausrüstungspflicht für Schiffe (ab 2014) will man erreichen, dass der Havarist und sein Voyage Data Recorder (VDR) nach einem Schiffsunglück zuverlässig gefunden werden können.
Eine weitere Sonderform stellen die küstennah aufgestellten Rettungsbaken dar. Sie dienen als Zufluchtsort für Menschen in Seenot.
Schließlich dienen Meilenbaken zum Eichen der Logge im Vorbeifahren. Dabei stehen zwei oder mehr Bakenpaare in bestimmtem Abständen neben dem Fahrwasser. Die Verlängerung einer Linie durch die beiden Baken eines Paares markiert dabei einen bestimmten Punkt im Fahrwasser. Anhand der Passagezeiten dieser Punkte lässt sich die Schiffsgeschwindigkeit bestimmen. Solche Messstrecken gibt es zurzeit (Stand: 2011) noch an Elbe und Weser.